# Escotilla n.º 8

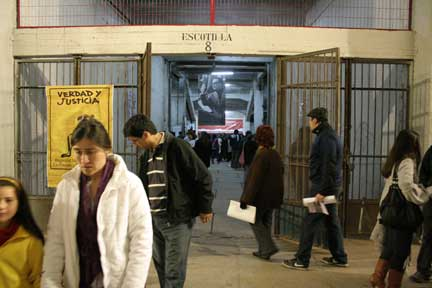
Escotilla N.º 8. Estadio Nacional. Santiago de Chile.

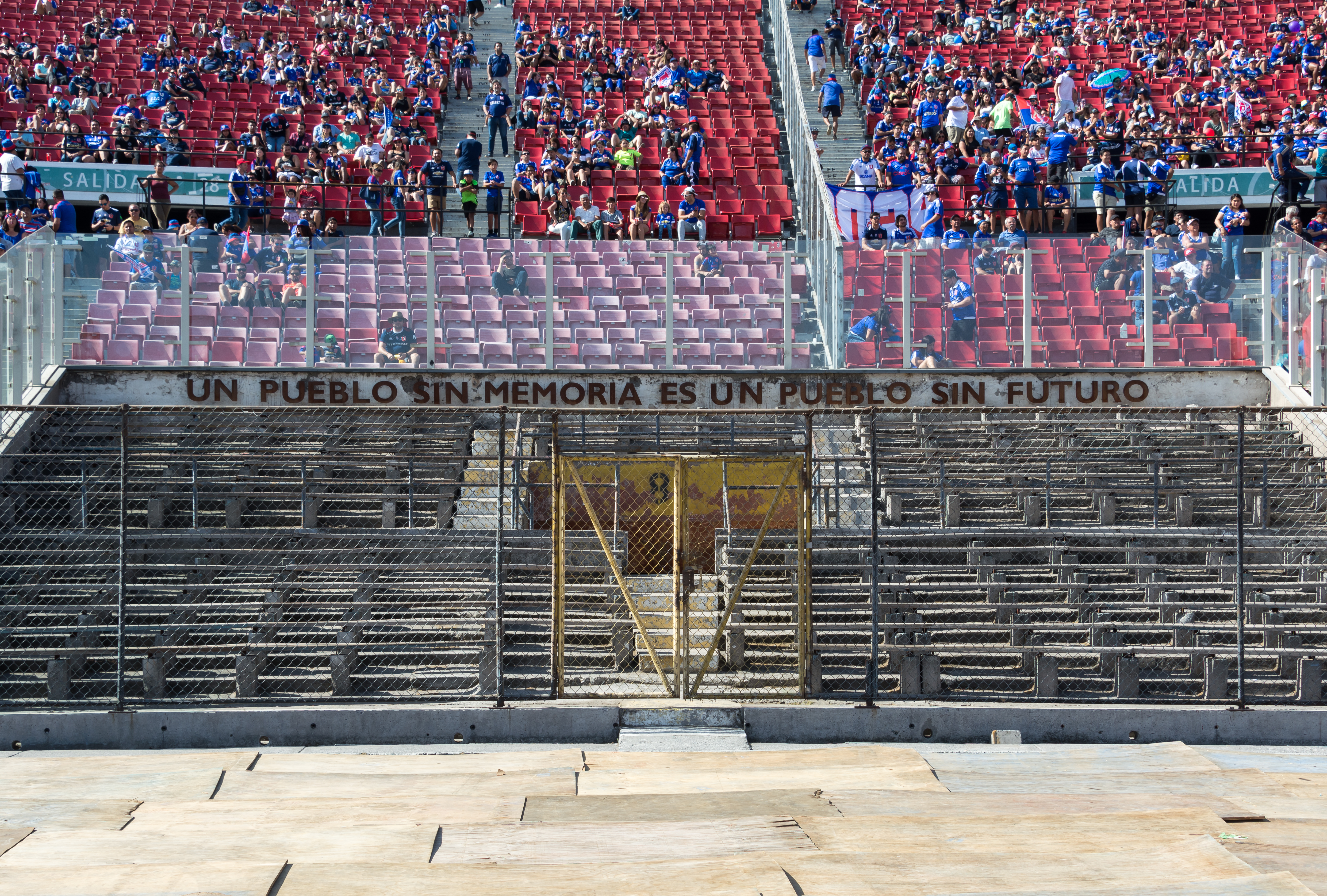
Memorial Escotilla N.º 8 del Estadio Nacional.

La Escotilla Nº8 es la puerta por donde conducían al interior del Estadio Nacional de Chile a los detenidos en la dictadura militar que imperó entre 1973 y 1990. Durante parte de este período, el estadio fue utilizado como centro de detención y tortura.

## Marco histórico
El 11 de septiembre de 1973 en la ciudad de Santiago de Chile, país ubicado en América del Sur tuvo lugar un Golpe de Estado en contra del presidente constitucionalmente electo, Doctor Salvador Allende Gossens, representante del pacto electoral de izquierda Unidad Popular. Allende fue el primer presidente Socialista en llegar a la más alta magistratura de un país por medio de elecciones libres y soberanas.
Este Golpe de Estado estuvo encabezado en una primera instancia por un sector de la Marina chilena y posteriormente por los altos mandos del resto de las fuerzas armadas, la Aviación, el Ejército y Carabineros, más el apoyo de los Estados Unidos de América, la derecha política y el Partido Demócrata Cristiano. A cargo de este contingente militar y político estuvo el Comandante en Jefe del Ejército Augusto Pinochet, quién asumiría el control del Estado hasta el 11 de marzo de 1990.

## Lugares de detención

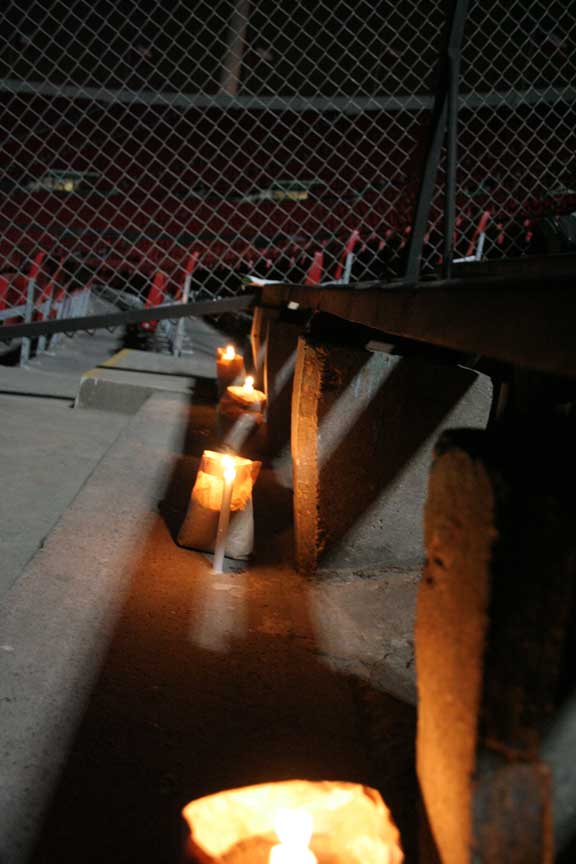
Conmemoración del 11 de septiembre de 2010. Interior del Estadio Nacional. Santiago de Chile.

Los distintos organismos de seguridad de la Dictadura Militar se encargaron de torturar, asesinar y hacer desaparecer a cientos de chilenos y chilenas, niños, jóvenes, adultos y ancianos.
Para ello se valieron de numerosos inmuebles que actuaron como lugares de detención y tortura clandestina, estos recintos del estado chileno y de propiedad pública estaban destinados al exterminio de los enemigos políticos o de aquellos que representaran un peligro inminente para la nación, dentro de estas categorías los tres centros más emblemáticos fueron la ex Villa Grimaldi, el Estadio Chile, actualmente llamado Estadio Víctor Jara en homenaje al popular cantautor asesinado en dicho lugar y el Estadio Nacional de Chile.
Según fuentes de la Cruz Roja Internacional, se habilitó este recinto entre el 12 y el 13 de septiembre de 1973, siendo el centro de tortura y exterminio más grande de la Región Metropolitana, llegando a tener unos 7000 detenidos al día 22 de septiembre, de ese número se estima que entre 200 a 300 eran extranjeros de diversas nacionalidades. 
Existen evidencias y registro fotográfico de la práctica de torturas y malos tratos a los detenidos del Estadio Nacional, por ejemplo; el recinto de la enfermería se utilizó para esos fines y también se sabe de simulacros de fusilamiento y otros métodos inhumanos.
La escotilla N.º 8 también es un símbolo de estas vejaciones, esta puerta de entrada conduce a la llamada galería norte del recinto deportivo, allí los presos pasaban las horas y casi la totalidad del día de pie o sentados en las graderías. 
Es en este lugar por dónde se paseaba el conocido encapuchado del Estadio Nacional, exmilitante del Partido Socialista quien colaboró con los aparatos de seguridad de la dictadura de Pinochet, famoso entre los detenidos por su frialdad y reconocer a militantes de la izquierda chilena identificándolos, con el objetivo de separarlos del resto de sus compañeros y facilitar su posterior tortura, muerte o desaparición forzada. También se determinó la identidad de este temible delator, identificándolo como Juan Muñoz Alarcón, quien posteriormente fue encontrado asesinado con múltiples heridas de arma blanca en un sitio eriazo en las afueras de la capital santiaguina en octubre de 1977. Días posteriores a su deserción de los aparatos de represión y antes de su concurrencia a los organismos de Derechos Humanos para dar su testimonio.

## Estadio Nacional de Santiago. Monumento Histórico

### Antecedentes
En Santiago de Chile, con fecha 11 de septiembre de 2003, bajo decreto D.E.710 se le otorga al Estadio Nacional la categoría de Monumento Histórico y en julio de 2008 el Diario oficial publica la Ley N.º 20.264 que denominaría al recinto deportivo como Estadio Nacional “Julio Martínez Prádanos” en homenaje un prestigioso periodista y comunicador del país.
En el antiguo Estadio Nacional se combinaron diversos argumentos y antecedentes de tipo arquitectónico, urbano e histórico para hacer de él un monumento patrimonial y de interés para la comunidad. El principal motivo para realizar esta valoración, es su importante relevancia de carácter histórico-social.
Esto tiene que ver con el hecho de cómo hacer de este recinto un agente de reparación simbólica y a partir de ello situar la memoria del ciudadano-a, mediante un acto de reivindicación en torno a los hechos ocurridos en aquel lugar el año 1973. 
Su reconocimiento como Monumento Histórico y la importancia que reviste para la sociedad chilena tienen como objetivo continuar y conservar sus valores de identidad.

### Valores históricos
El Estadio Nacional pertenece de manera fundamental a la memoria de los chilenos, por los importantes eventos deportivos, políticos y culturales desarrollados allí a lo largo de su existencia.
Para dar cuento de ello, en 1962 se realizó el primer mundial de fútbol en Chile, patrocinado por la FIFA, durante muchos años se celebraron los históricos “clásicos universitarios” de fútbol, en sus instalaciones se han desarrollado múltiples competencias deportivas, como por ejemplo; mundiales de atletismo, competencias de tenis, desarrollo de carreras en patines, de ciclismo y natación, todas de carácter nacional e internacional.
Además de ser el reducto deportivo más importante del país, ha sido un hito nacional en la historia de la República. Actualmente es el centro que alberga a la mayor cantidad de votantes de la ciudad y por ende recibe al más alto porcentaje de la ciudadanía en condiciones de sufragar.
En el año 1987 cobijó al entonces Papa San Juan Pablo II en la entrega de un mensaje de reencuentro entre los chilenos durante su visita pastoral, así mismo se han realizado un sinfín de eventos político-culturales, como por ejemplo; el primer concierto masivo post-dictadura en el año 1989, actos y manifestaciones a favor de los derechos humanos como el mega concierto de Amnistía Internacional realizado el 12 y 13 de octubre de 1990. También otros de carácter político-social como el primer discurso del Presidente Patricio Aylwin Azócar el 12 de marzo de 1990, en conmemoración del retorno de la democracia al país o la reciente celebración del centenario del Partido Comunista de Chile, evento que congregó a más de 70 000 personas.

### Aspectos políticos

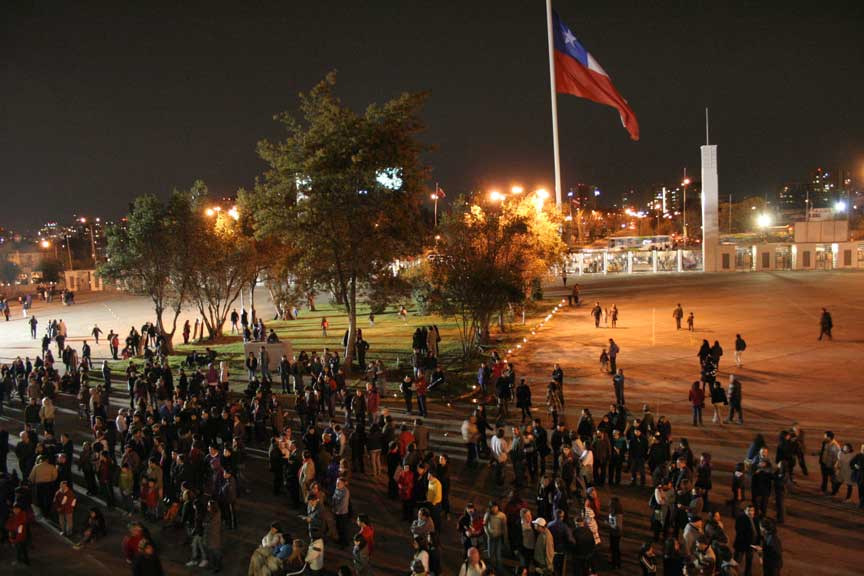
Conmemoración del 11 de septiembre de 2010. Exterior del Estadio Nacional. Santiago de Chile.

El coliseo central, es decir, su campo deportivo principal fue el centro de detención de prisioneros más grande que existió durante la primera parte de la Dictadura. El camarín norte del centro de piscinas, llamado “caracol”, junto con el túnel sur-poniente que lleva en dirección a la pista de velocidad, fue conocido como “el callejón de la muerte”, allí se realizaron interrogatorios, torturas, fusilamientos y todo tipo de vejámenes.
30 años después de estos tristes acontecimientos se hizo necesario recuperar ese trozo de memoria histórica de lo que allí ocurrió, y preservarlo como recuerdo para las futuras generaciones, constituyendo un punto de difusión y educación de los derechos humanos. Es por ello, que el Estadio Nacional “Julio Martínez Prádanos” es un importante eslabón de la cadena de la memoria del país, es por ello que cada año se realizan diversas actividades de recuerdo y conmemoración.

## Actividades de conmemoración anual

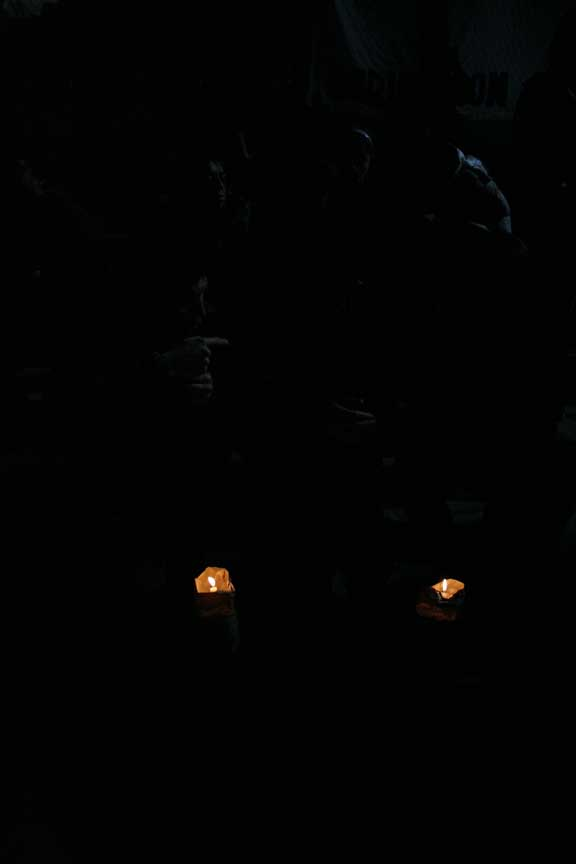
Velatón. Interior del Estadio Nacional. Santiago de Chile.

La llamada Velatón junto a otras actividades que se realizan cada año en las inmediaciones del Estadio, es una actividad tradicional y no tiene una fecha clara de su origen. Debido a que durante la dictadura militar esta forma de manifestarse, era absolutamente clandestina, hasta que se fue masificando en cada uno de los extrarradios de la capital. Esta se constituye como forma simbólica de conmemoración y recuerdo de aquellos que estuvieron en el campo deportivo como prisioneros, sobrevivientes o que son parte de la larga lista de detenidos desaparecidos. Se realiza el día 11 de septiembre de cada año a partir de las 20:00 y consiste en que los asistentes lleven al lugar una o varias velas, las enciendan y las depositen como ofrenda en el frontis del recinto.
Anualmente se congregan cientos de personas que recuerdan a sus familiares, también se realizan manifestaciones de distinta índole, como por ejemplo; intervenciones artísticas de colaboración, acercamiento y sensibilización junto a la comunidad, conciertos de música o proyecciones de documentales temáticos.

## Reapertura de la escotilla N.º 8. 11 de septiembre de 2010

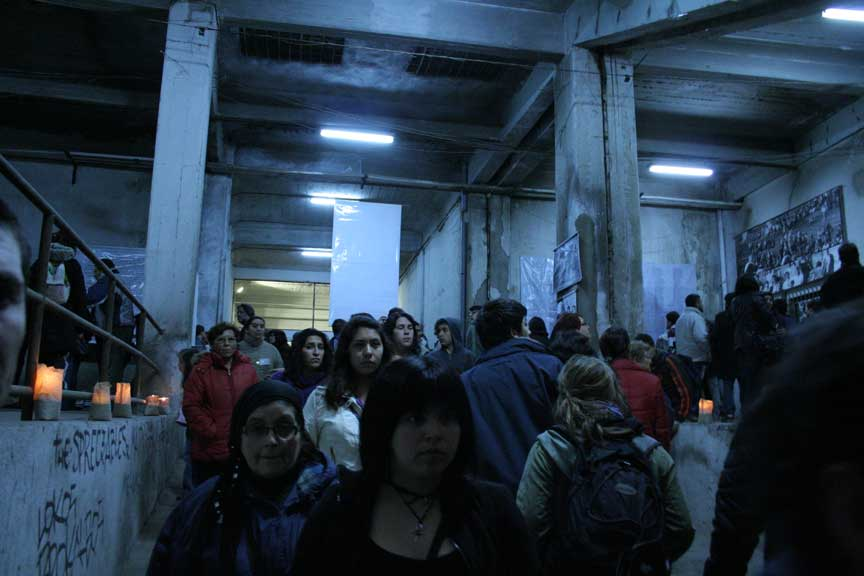
Pasillo de la Escotilla N.º 8. El 11 de septiembre de 2010, día de la reapertura. Estadio Nacional. Santiago de Chile.

La reapertura de la escotilla N.º 8 del sector norte del Estadio fue por largo tiempo una deuda pendiente del Estado chileno y la sociedad con los sobrevivientes y todos aquellos detenidos desaparecidos que aún hoy se desconoce su paradero. El compromiso asumido por los distintos gobiernos de turno en torno a la reparación económica y simbólica de las víctimas de la represión, no se materializó hasta una vez que terminaron las faenas de remodelación de antiguo estadio, hoy convertido en un recinto deportivo que cumple con ciertos estándares de calidad, seguridad y de permanente compromiso para no olvidar ni repetir los hechos dramáticos allí acontecidos.
Bajo la magistratura de la presidenta Michelle Bachelet Jería, hija del asesinado Brigadier General de la Fuerza Aérea Alberto Bachelet Martínez se puso en marcha un programa amplio en torno a reencontrarse con la historia reciente, mediante acciones que incentiven el respeto a los derechos fundamentales de las personas, el compromiso constante en la búsqueda de la verdad y la justicia, la recuperación de la memoria histórica, así como la creación de un Instituto de los Derechos Humanos y el Museo de la Memoria y los Derechos Humanos.
En septiembre de 2010 se reabrió por primera vez después de 37 años la escotilla N.º 8, una vez finalizada la primera etapa de la remodelación del recinto iniciada en el año 2009 y finalizada en septiembre de 2010. En esta ocasión la escotilla fue abierta al público que pudo acceder por primera vez al recinto por esta emblemática puerta y llegar hasta la zona de las antiguas gradas que han conservado su forma y aspecto original, integrándose a la nueva y moderna infraestructura.
La Agrupación Metropolitana de Ex Presos y Presas Políticas en conjunto con el Comité Estadio Nacional-Memoria Nacional y la Asamblea Nacional de Derechos Humanos han convocado a participar de este proyecto de rescate de la Memoria mediante una convocatoria para la creación del futuro Museo Estadio Nacional-Memoria Nacional. Incorporando a este proyecto los pasillos que conducen a dicha grada con el objetivo de que se conviertan en espacios que alberguen muestras temáticas en torno a la reivindicación permanente de los Derechos Humanos.